# 楊廷愛
楊廷愛（？—？），字思所，直隸定州人，明朝政治人物。

## 生平
直隸乙酉科鄉試舉人。萬曆二十年（1592年），登壬辰科第三甲第二百二十七名進士，仕至知縣。

## 家族
曾祖楊茂；祖父楊漢；父楊繼宗。